# Руда (Стрыйский район)
Руда (укр. Руда) — село в Гнездычевской поселковой общине Стрыйского района Львовской области Украины.
Население в 2016 году составляло 629 человек. Население по переписи 2001 года составляло 736 человек. Занимает площадь 1,892 км². Почтовый индекс — 81770. Телефонный код — 3239.